# عبد الغني اللبدي
عَبْدُ الْغَنِيِّ بْنُ يَاسِينَ بْنِ مَحْمُودِ بْنِ يَاسِينَ بْنِ طَهَ بْنِ أَحْمَدَ اللَّبَدِيُّ النَّابُلُسِيُّ (1262 – 16 ذو الحجة 1319هـ / 1846 – 1901م)، فقيه حنبلي.

## سيرته
ولد في بلدة كفر اللبد من الديار النابلسية سنة 1262 هـ. طلب العلم في مصر، وكان جل انتفاعه على يوسف البرقاوي ثم حج وجاور بمكة مدة وصار مدرسا بالحرم المكي.
توفي يوم الجمعة 16 ذي الحجة سنة 1319 هـ بتقديم المثناة على السين بمكة عقب نزوله من منى، ودفن بالمعلاة.
خلف عبد الغني ثلاثة من البنين، هم محمود، وسعيد، وكلاهما كان على حظ من العلم الشرعي، وسليم. وخلف أيضا ثلاث بنات: كريمة وأسماء وفاطمة.

## مؤلفاته
- حاشية على نيل المآرب شرح دليل الطالب (تيسير المطالب إلى فهم وتحقيق نيل المارب).
- دليل الناسك لأداء المناسك ، وهو منسك على المذهب الحنبلي خاصة.

### فهرس المراجع
1. 1 2 3 4 5  اللبدي (1999)، ج. مقدمة، ص. 7.
2. ↑  اللبدي (1999)، ج. مقدمة، ص. 8.
3. 1 2 3  اللبدي (1999)، ج. مقدمة، ص. 12.
4. ↑  اللبدي (1999)، ج. مقدمة، ص. 10.
5. ↑  اللبدي (1999)، ج. مقدمة، ص. 9.
6. 1 2  اللبدي (1999)، ج. مقدمة، ص. 11.
7. ↑  معجم المؤلفين: ٥/ ٢٢٧
8. ↑  مختصر طبقات الحنابلة: ٢٠٩
9. ↑  تسهيل السابلة لمريد معرفة الحنابلة: ٣/ ١٧٣٨
10. ↑  مقدمة كتاب حاشية اللبدي على نيل المآرب: ١٢

### بيانات المراجع (مُرتَّبة حسب تاريخ النشر)
- عبد الغني اللبدي (1999)، حاشية اللبدي على نيل المآرب في الفقه الحنبلي، تحقيق: محمد سليمان الأشقر (ط. 1)، بيروت: دار البشائر الإسلامية، LCCN:99897473، OCLC:50383360، OL:52638032M، QID:Q131596850